# Diocesi di Campeche
La diocesi di Campeche (in latino Dioecesis Campecorensis) è una sede della Chiesa cattolica in Messico suffraganea dell'arcidiocesi di Yucatán. Nel 2023 contava 754.000 battezzati su 943.500 abitanti. La sede è vacante.

## Territorio
La diocesi comprende per intero lo stato messicano di Campeche con i suoi 11 comuni.
Sede vescovile è la città di San Francisco de Campeche, dove si trova la cattedrale dell'Immacolata Concezione di Maria Vergine.
Il territorio si estende su 57.924 km² ed è suddiviso in 4 decanati e 66 parrocchie.

## Storia
La diocesi è stata eretta il 24 marzo 1895 da papa Leone XIII con la bolla Praedecessorum Nostrorum, ricavandone il territorio in larga misura dalla diocesi di Yucatán (oggi arcidiocesi), e in porzione minore dalla diocesi di Tabasco.
Originariamente suffraganea dell'arcidiocesi di Antequera, l'11 novembre 1906 entrò a far parte della provincia ecclesiastica dell'arcidiocesi di Yucatán.
Il 23 maggio 1970 ha ceduto una porzione di territorio a vantaggio dell'erezione della prelatura territoriale di Chetumal (oggi diocesi di Cancún-Chetumal).

## Cronotassi dei vescovi
Si omettono i periodi di sede vacante non superiori ai 2 anni o non storicamente accertati.
- Francisco Plancarte y Navarrete † (17 settembre 1895 - 28 novembre 1898 nominato vescovo di Cuernavaca)
- Rómulo Betancourt y Torres † (31 agosto 1900 - 21 ottobre 1901 deceduto)
  - Sede vacante (1901-1904)
- Francisco de Paula Mendoza y Herrera † (11 dicembre 1904 - 7 agosto 1909 nominato arcivescovo di Durango)
- Jaime de Anasagasti y Llamas † (12 novembre 1909 - 3 ottobre 1910 deceduto)
- Vicente Castellanos y Núñez † (7 febbraio 1912 - 26 agosto 1921 nominato vescovo di Tulancingo)
- Francisco María González y Arias † (21 aprile 1922 - 30 gennaio 1931 nominato vescovo di Cuernavaca)
- Luís Guízar y Barragán † (27 novembre 1931 - 9 ottobre 1938 nominato vescovo coadiutore di Saltillo[1])
- Alberto Mendoza y Bedolla † (15 luglio 1939 - 28 febbraio 1967 deceduto)
- José de Jesús García Ayala † (27 aprile 1967 - 9 febbraio 1982 dimesso)
- Héctor González Martínez (9 febbraio 1982 - 4 febbraio 1988 nominato arcivescovo coadiutore di Antequera)
- Carlos Suárez Cázares (1º giugno 1988 - 18 agosto 1994 nominato vescovo di Zamora)
- José Luis Amezcua Melgoza (9 maggio 1995 - 9 giugno 2005 nominato vescovo di Colima)
- Ramón Castro Castro (8 aprile 2006 - 15 maggio 2013 nominato vescovo di Cuernavaca)
- José Francisco González González (13 dicembre 2013 - 26 febbraio 2025 nominato arcivescovo di Tuxtla Gutiérrez)

## Statistiche
La diocesi nel 2023 su una popolazione di 943.500 persone contava 754.000 battezzati, corrispondenti al 79,9% del totale.
| anno | popolazione | popolazione | popolazione | presbiteri | presbiteri | presbiteri | presbiteri                | diaconi | religiosi | religiosi | parrocchie |
| anno | battezzati  | totale      | %           | numero     | secolari   | regolari   | battezzati per presbitero | diaconi | uomini    | donne     | parrocchie |
| ---- | ----------- | ----------- | ----------- | ---------- | ---------- | ---------- | ------------------------- | ------- | --------- | --------- | ---------- |
| 1950 | 109.000     | 110.000     | 99,1        | 19         | 16         | 3          | 5.736                     |         |           | 30        | 20         |
| 1959 | 137.000     | 140.000     | 97,9        | 36         | 31         | 5          | 3.805                     |         | 5         | 37        | 23         |
| 1966 | ?           | 220.000     | ?           | 35         | 30         | 5          | ?                         |         | 12        | 50        | 25         |
| 1970 | 250.000     | 300.000     | 83,3        | 36         | 27         | 9          | 6.944                     |         | 18        | 46        | 28         |
| 1976 | 300.000     | 315.000     | 95,2        | 34         | 27         | 7          | 8.823                     |         | 22        | 44        | 25         |
| 1980 | 359.000     | 380.000     | 94,5        | 34         | 24         | 10         | 10.558                    |         | 26        | 44        | 26         |
| 1990 | 449.500     | 528.824     | 85,0        | 48         | 35         | 13         | 9.364                     | 1       | 26        | 122       | 29         |
| 1999 | 533.409     | 707.267     | 75,4        | 67         | 53         | 14         | 7.961                     | 1       | 25        | 114       | 33         |
| 2000 | 545.247     | 713.390     | 76,4        | 51         | 38         | 13         | 10.691                    | 1       | 33        | 139       | 34         |
| 2001 | 531.992     | 695.415     | 76,5        | 51         | 40         | 11         | 10.431                    | 1       | 31        | 129       | 35         |
| 2002 | 592.908     | 723.059     | 82,0        | 56         | 44         | 12         | 10.587                    | 1       | 30        | 135       | 35         |
| 2003 | 595.969     | 727.072     | 82,0        | 59         | 48         | 11         | 10.101                    |         | 61        | 162       | 35         |
| 2004 | 600.062     | 750.078     | 80,0        | 61         | 52         | 9          | 9.837                     |         | 44        | 166       | 35         |
| 2006 | 608.000     | 760.000     | 80,0        | 59         | 50         | 9          | 10.305                    |         | 31        | 150       | 35         |
| 2013 | 652.000     | 809.000     | 80,6        | 133        | 117        | 16         | 4.902                     | 7       | 48        | 161       | 60         |
| 2016 | 657.952     | 822.441     | 80,0        | 116        | 92         | 24         | 5.672                     | 6       | 45        | 120       | 63         |
| 2019 | 677.180     | 846.480     | 80,0        | 136        | 120        | 16         | 4.979                     | 10      | 48        | 151       | 62         |
| 2021 | 742.000     | 928.363     | 79,9        | 143        | 126        | 17         | 5.188                     | 13      | 57        | 150       | 64         |
| 2023 | 754.000     | 943.500     | 79,9        | 132        | 123        | 9          | 5.712                     | 11      | 57        | 152       | 66         |